# 白杨坪林业开发管理区
白杨坪林业开发管理区是中华人民共和国湖北省十堰市丹江口市下辖的一个类似乡级单位。

## 行政区划
下辖以下地区：
蛤蟆口村、白杨坪村、马鞍山村、珍珠岩村和簸箩岩村。